# Роберт Трімбле (пілот)
Роберт (Боб) Трімбле (англ. Robert M. Trimble; 5 жовтня 1919 — 12 травня 2009) — пілот бомбардувальників B-17 та B-29 United States Army Air Corps часів Другої світової війни.

## Послужний список
Пілот американських бомбардувальників Другої світової війни, брав участь у Операції «Френтік».

## Мемуари
Після війни Роберт понад 60 років намагався не згадувати про події Другої світової війни і лише у 2005 році, у віці 86 років, він вирішив розповісти свої спогади сину - Лі Трімбле. Саме син зробив кілька аудіо та відео записів інтерв'ю батька та згодом з допомогою письменника та публіциста Джеремі Дронфілда написав книгу спогадів Роберта Трімбле «Beyond The Call: The True Story of One World War II Pilot's Covert Mission to Rescue POWs on the Eastern Front», або ж скорочено «Beyond The Call». Книга вийшла друком на початку 2015 року і стала літературною сенсацією у середовищі дослідників історії Операції «Френтік».
Згодом було створено аудіо-версію книги та документальний фільм «Beyond the Call: America’s Last Hope».

## Смерть
Роберт (Боб) Трімбле помер у Ланкастері (США) 12 травня 2009 року у віці 89 років і після смерті згідно заповіту його тіло, як і тіло дружини котра померла раніше, було передано для медичних досліджень у Hershey Medical Research College.